# 창녕군의 국회의원

## 창녕군의 역대 국회의원 일람
| 대수         | 이름           | 소속정당   | 임기                             | 선거구역                         | 개표결과 |
| ------------ | -------------- | ---------- | -------------------------------- | -------------------------------- | -------- |
| 제1대        | 구중회(具中會) | 무소속     | 1948년 5월 31일~1950년 5월 30일  | 창녕군 일원                      | 보기     |
| 제2대        | 신용훈(辛容勳) | 무소속     | 1950년 5월 31일~1954년 5월 30일  | 창녕군 일원                      |          |
| 제3대        | 하을춘(河乙春) | 무소속     | 1954년 5월 31일~1958년 5월 30일  | 창녕군 일원                      |          |
| 제4대        | 신영주(辛泳柱) | 무소속     | 1958년 5월 31일~1960년 7월 28일  | 창녕군 일원                      |          |
| 제5대 민의원 | 박기정(朴基玎) | 민주당     | 1960년 7월 29일~1961년 5월 16일  | 창녕군 일원                      |          |
| 제6대        | 신영주(辛泳柱) | 민주공화당 | 1963년 12월 17일~1967년 6월 30일 | 창녕군 일원                      |          |
| 제7대        | 성낙현(成樂絃) | 신민당     | 1967년 7월 1일~1971년 6월 30일   | 창녕군 일원                      |          |
| 제7대        | 성낙현(成樂絃) | 민주공화당 | 1967년 7월 1일~1971년 6월 30일   | 창녕군 일원                      |          |
| 제8대        | 김이권(金貳權) | 신민당     | 1971년 7월 1일~1972년 10월 17일  | 창녕군 일원                      |          |
| 제9대        | 박일(朴一)     | 신민당     | 1973년 3월 12일~1979년 3월 11일  | 창녕군·밀양군 일원(제6선거구)    |          |
| 제9대        | 성낙현(成樂絃) | 민주공화당 | 1973년 3월 12일~1979년 3월 11일  | 창녕군·밀양군 일원(제6선거구)    |          |
| 제10대       | 박일(朴一)     | 신민당     | 1979년 3월 12일~1980년 10월 27일 | 창녕군·밀양군 일원(제6선거구)    |          |
| 제10대       | 하대돈(河大敦) | 민주공화당 | 1979년 3월 12일~1980년 10월 27일 | 창녕군·밀양군 일원(제6선거구)    |          |
| 제11대       | 신상식(申相式) | 민주정의당 | 1981년 4월 11일~1985년 4월 10일  | 밀양군·창녕군 일원               |          |
| 제11대       | 노태극(盧泰克) | 무소속     | 1981년 4월 11일~1985년 4월 10일  | 밀양군·창녕군 일원               |          |
| 제12대       | 신상식(申相式) | 민주정의당 | 1985년 4월 11일~1988년 5월 29일  | 밀양군·창녕군 일원               |          |
| 제12대       | 박일(朴一)     | 민주한국당 | 1985년 4월 11일~1988년 5월 29일  | 밀양군·창녕군 일원               |          |
| 제13대       | 신재기(辛再基) | 민주정의당 | 1988년 5월 30일~1992년 5월 29일  | 창녕군 일원                      |          |
| 제14대       | 신재기(辛再基) | 민주자유당 | 1992년 5월 30일~1996년 5월 29일  | 창녕군 일원                      |          |
| 제15대       | 노기태(盧基太) | 신한국당   | 1996년 5월 30일~2000년 5월 29일  | 창녕군 일원                      |          |
| 제16대       | 김용갑(金容甲) | 한나라당   | 2000년 5월 30일~2004년 5월 29일  | 밀양시·창녕군 일원               |          |
| 제17대       | 김용갑(金容甲) | 한나라당   | 2004년 5월 30일~2008년 5월 29일  | 밀양시·창녕군 일원               |          |
| 제18대       | 조해진(趙海珍) | 한나라당   | 2008년 5월 30일~2012년 5월 29일  | 밀양시·창녕군 일원               |          |
| 제19대       | 조해진(趙海珍) | 새누리당   | 2012년 5월 30일~2016년 5월 29일  | 밀양시·창녕군 일원               |          |
| 제20대       | 엄용수(嚴龍洙) | 새누리당   | 2016년 5월 30일~2019년 11월 15일 | 밀양시·의령군·함안군·창녕군 일원 |          |
| 제21대       | 조해진(趙海珍) | 미래통합당 | 2020년 5월 30일~2024년 5월 29일  | 밀양시·의령군·함안군·창녕군 일원 |          |
| 제22대       | 박상웅(朴相雄) | 국민의힘   | 2024년 5월 30일~                 | 밀양시·의령군·함안군·창녕군 일원 |          |

## 같이 보기
- 밀양시의 국회의원
- 의령군의 국회의원
- 함안군의 국회의원
- 밀양시·창녕군
- 밀양시·의령군·함안군·창녕군